# Lingua vilamoviana

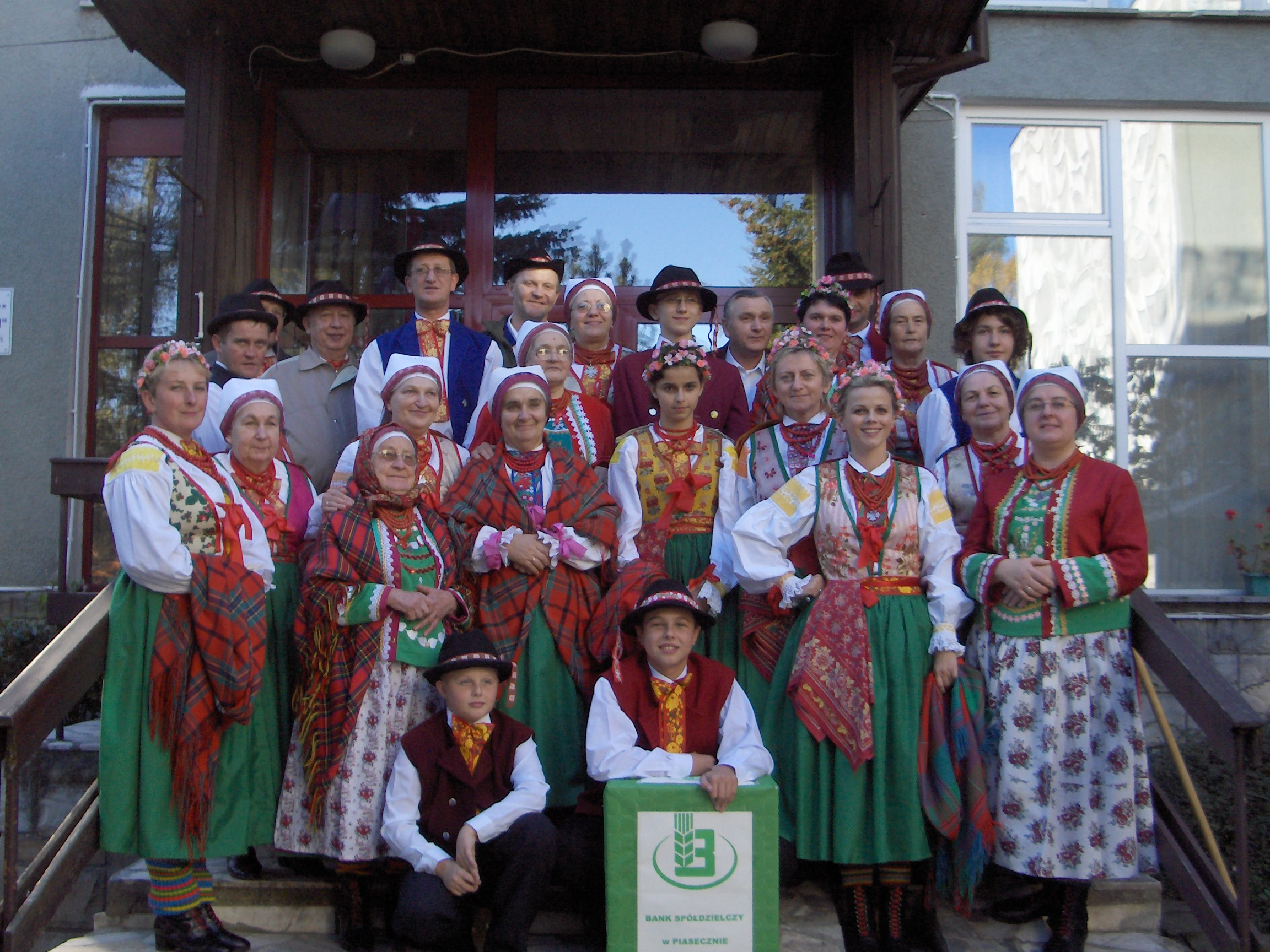
Un gruppo di vilamoviani

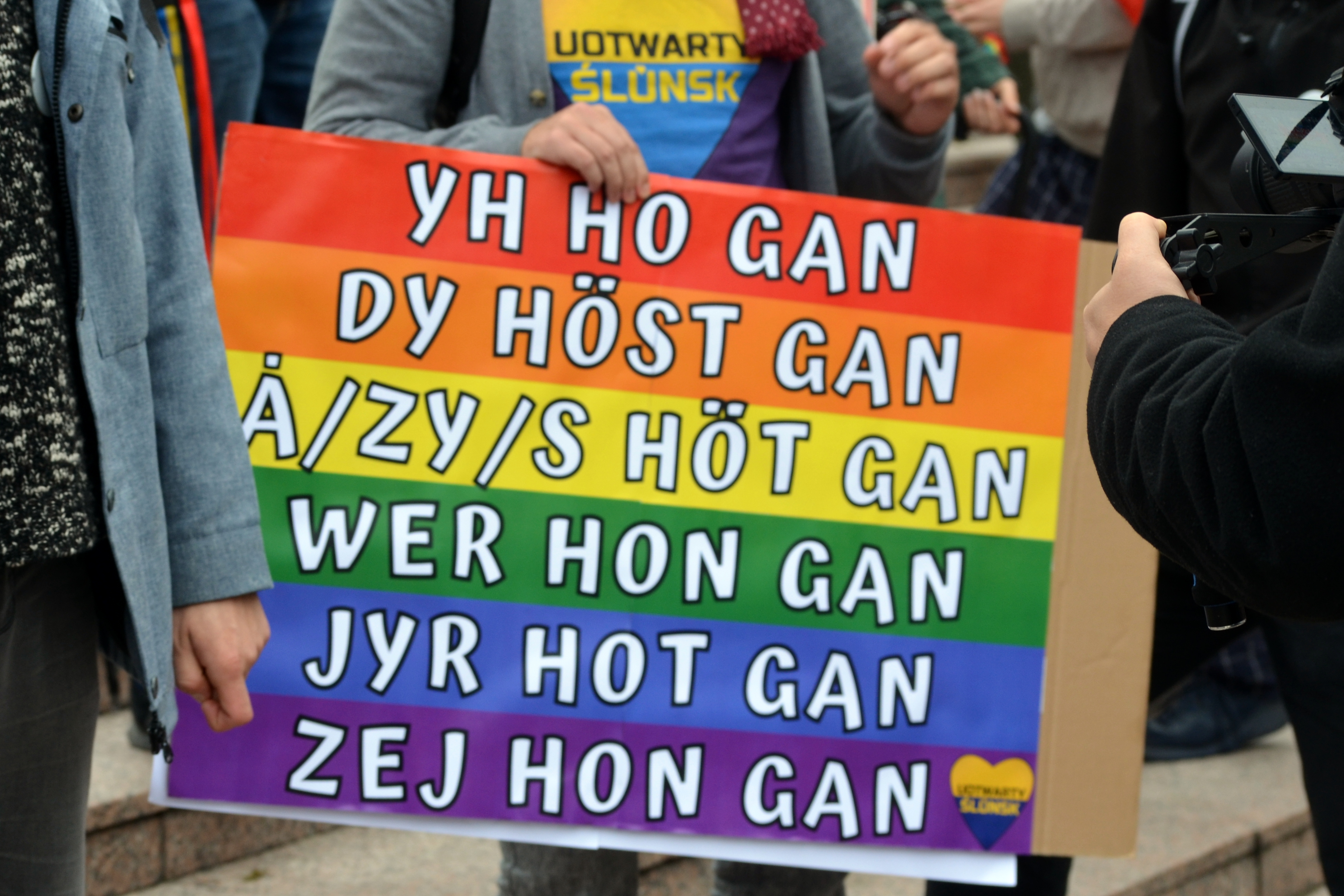
Un poster con la declinazione della parola amare in vilamoviano durante la Marcia per l'uguaglianza a Bielsko-Biała (2021)

Il vilamoviano (nome nativo: Wymysiöeryś; in tedesco: Wilmesaurisch; in polacco: Wilamowski) è una lingua appartenente al gruppo delle lingue germaniche occidentali ed è parlata nella piccola città di Wilamowice (Wymysoü in vilamoviano) vicino Bielsko-Biała, sul confine tra Slesia e Piccola Polonia nella regione storica della Galizia. Ad oggi il vilamoviano è parlato da circa 20 parlanti nativi, quasi tutti anziani; perciò il vilamoviano è una lingua in pericolo.

## Storia
In origine, il vilamoviano sembra derivare dall'alto tedesco medio del XII secolo, con una forte influenza del basso tedesco, dell'olandese, del polacco e dell'anglosassone. Si pensa che gli abitanti di Wilamowice siano discendenti dei coloni tedeschi, olandesi e scozzesi che arrivarono in Polonia nel XIII secolo. Ad ogni modo, gli abitanti di Wilamowice hanno sempre negato qualsiasi legame con la Germania ed hanno sempre sostenuto di avere origini olandesi.
Il vilamoviano è stata la lingua vernacolare di Wilamowice fino al 1939–1945. Dopo la seconda guerra mondiale, le autorità comuniste locali proibirono l'uso di questa lingua. Per quanto il divieto sia caduto dopo il 1956, il vilamoviano è stato gradualmente sostituito dal polacco, specialmente tra le generazioni più giovani.
Su proposta di Tymoteusz Król, quattordicenne all'epoca dei fatti, la Biblioteca del Congresso aggiunse la lingua vilamoviana al registro delle lingue il 18 luglio 2007. Fu anche registrata presso l'Organizzazione internazionale per la normazione, che le assegnò il codice ISO wym.
Il vilamoviano è la lingua in cui il poeta Florian Biesik scrisse le sue poesie durante il XIX secolo.

## Alfabeto vilamoviano
L'alfabeto vilamoviano, creato da Józef Gara, consta di 34 lettere derivate dall'alfabeto latino:
| Maiuscole |    |   |   |   |   |   |   |   |   |   |   |   |   |   |   |   |   |   |   |   |   |   |   |   |   |   |   |   |   |   |   |   |   |
| A         | Ao | B | C | Ć | D | E | F | G | H | I | J | K | L | Ł | M | N | Ń | O | Ö | P | Q | R | S | Ś | T | U | Ü | V | W | Y | Z | Ź | Ż |
| Minuscole |    |   |   |   |   |   |   |   |   |   |   |   |   |   |   |   |   |   |   |   |   |   |   |   |   |   |   |   |   |   |   |   |   |
| a         | ao | b | c | ć | d | e | f | g | h | i | j | k | l | ł | m | n | ń | o | ö | p | q | r | s | ś | t | u | ü | v | w | y | z | ź | ż |

L'ortografia del vilamoviano include il digrafo "AO", che è considerato una lettera distinta.

## Esempi e relazioni con altre lingue
Alcuni esempi di parole del vilamoviano con traduzione tedesca, olandese e inglese. Si tenga presente che in vilamoviano la lettera ł ha lo stesso suono della w dell'inglese (come in polacco) e che w suona come v (come in polacco e tedesco):
| Vilamoviano | Tedesco      | Olandese   | Inglese | Italiano            |
| ----------- | ------------ | ---------- | --- | ------------------- |
| ałan        | allein       | alleen     | alone | solo                |
| ana, an     | und          | en         | and | e                   |
| bryk        | Brücke       | brug       | bridge | ponte               |
| duł         | dumm         | dom        | stupid (cfr. ing. dull) | stupido             |
| fulgia      | hören        | horen      | to hear (ma cfr. ol. volgen e ted. folgen "seguire", che significa anche "comprendere, ascoltare", e ing. "follow?" = "comprendi?") | ascoltare           |
| ganc        | ganz         | gans       | entirely | intero, interamente |
| gyrycht     | Gericht      | gerecht    | court (cfr. ted. Recht "diritto" e ing. right)                                                                                      | tribunale           |
| dyr hymuł   | Himmel       | hemel      | heaven | cielo               |
| łiwa        | Liebe        | liefde     | love | amore               |
| a mikieła   | ein bisschen | een beetje | a bit (cfr. ags. micel e ing. much)                                                                                                 | un po'              |
| müter       | Mutter       | moeder     | mother | madre               |
| mytuł       | Mitte        | middel     | middle | centro, mezzo       |
| nimanda     | niemand      | niemand    | no one (cfr. ing. no man) | nessuno             |
| ny          | nein         | nee        | no | no                  |
| ödum        | Atem         | adem       | breath (cfr. ags. ǽðm, ted. arcaico Odem, tedesco centrale occidentale Öödem)                                                       | respiro             |
| olifant     | Elefant      | olifant    | elephant | elefante            |
| öwyt        | Abend        | avond      | evening | sera                |
| śrajwa      | schreiben    | schrijven  | to write (cfr. ing. shrive, o il prestito più tardo scribe)                                                                         | scrivere            |
| syster      | Schwester    | zuster     | sister | sorella             |
| śtaen       | Stein        | steen      | stone | pietra              |
| trynkia     | trinken      | drinken    | to drink | bere                |
| obrozła     | Bild         | beeld      | picture (cfr. polacco obraz) | immagine            |
| wełt        | Welt         | wereld     | world | mondo               |
| wynter      | Winter       | winter     | winter | inverno             |
| zyłwer      | Silber       | zilver     | silver | argento             |
| zyjwa       | sieben       | zeven      | seven | sette               |
| sgiöekumt   | wilkommen    | welkom     | welcome | benvenuto           |

## Testi d'esempio
Il Padre Nostro in vilamoviano:
| | |
| Ynzer Foter, dü byst ym hymuł, daj noma zuł zajn gywajt, daj Kyngrajch zuł dö kuma, daj wyła zuł zajn ym hymuł an uf der aot. Dos ynzer gywynłichys brut gao yns haojt, an fercaj yns ynzer siułda wi wir aoj fercajn y ynzyn siułdigia, ny łat yns cyn zynda, zunder kaonst yns reta fum nistgüta. [Do dajs ej z Kyngrajch, dy maocht an ans łaowa uf inda.] | Padre Nostro, tu sei nei cieli, sia santificato il tuo nome, venga il tuo Regno, sia fatta la tua volontà in cielo e sulla terra. Dacci oggi il nostro pane quotidiano, e rimetti a noi i nostri debiti come noi li rimettiamo ai nostri debitori, non ci indurre in tentazione, ma liberaci dal male. [Perché Tuoi sono il Regno, la potenza e la gloria in eterno.] |

Una ninna nanna in vilamoviano con traduzione:
| | |
| Śłöf maj büwła fest! Skumma fremdy gest, Skumma müma ana fetyn, S'Brennia nysła ana epułn, Słöf dy Jasiu fest! | Dorme il mio bambino profondamente! Stanno arrivando gli ospiti stranieri, Stanno arrivando le zie e gli zii, E portano nocciole e mele, Dorme Jasiu profondamente! |

Un breve testo con traduzione:
|                                                     |                                                        |
| Kum zie makja Dü cy mir Ych wył kuza Abysła myt dir | Vieni ragazza Tu da me Io voglio parlare Un po' con te |

L'articolo 1 della Dichiarazione universale dei diritti umani: